# 政道與治道
《政道與治道》，是牟宗三於1983年出版之書，為二十世紀新儒家在政治領域的代表作，與《歷史哲學》、《道德的理想主義》合稱為「新外王三書」。牟宗三著述《歷史哲學》時誘發出了「政道與治道」的問題，故此書以此為名作詳細的探討。

## 序與新版序
按照廣西師範大學出版社之序，此書編為十章，其中九篇皆曾刊載於備雜志，而第九章即新補入。而牟宗三曾在東海大學「中國文化研討會」發表一篇講辭，對「中國文化」重新下了定義與解說，故認為「政道與治道」可作重版，並以講辭作此書的「新版序」。

## 內容大要

### 新外王
牟宗三作此書在於探討如何開出「新外王」，並作為《歷史哲學》的補充。他認為這個時代最需要新外王，新外王即外而在政治上行王道，以夏商周三代的王道下的大同政治。他認為以科學方式，以科學與儒家理性主義相結合。由於現代社會進步，知識日新月異，所以牟宗三認為應當以儒家內在目的追求科學。

### 政權與治權
牟宗三認為中國「有治道無政道」，由於中國「有治道無政道」，結果就是民主政治無法建立。同時政權應當屬民眾共有，也就是說立法權應屬於全體民眾，而治權應隨政權走。然而在中國古代社會則政權與治權不分、政道與治道不分、行政權與立法權不分。皇帝代表政權，同時亦代表治權，故成為今天的中國政治問題。

## 參看
- 牟宗三
- 內聖外王
- 新儒家